# Campionati panpacifici di nuoto 2010
Gli XI Campionati panpacifici di nuoto si sono svolti ad Irvine, negli Stati Uniti d'America, dal 18 al 22 agosto 2010.

## Medagliere
| Posizione | Paese         | Oro | Argento | Bronzo | Totale |
| --------- | ------------- | --- | ------- | ------ | ------ |
| 1         | Stati Uniti   | 28  | 18      | 10     | 56     |
| 2         | Australia     | 6   | 15      | 11     | 32     |
| 3         | Giappone      | 3   | 5       | 5      | 13     |
| 4         | Canada        | 2   | 2       | 7      | 11     |
| 5         | Brasile       | 2   | 2       | 4      | 8      |
| 6         | Corea del Sud | 1   | 1       | 0      | 2      |
| 7         | Cina          | 0   | 0       | 2      | 2      |
| 7         | Sudafrica     | 0   | 0       | 2      | 2      |
| 9         | Cile          | 0   | 0       | 1      | 2      |
| 9         | Nuova Zelanda | 0   | 0       | 1      | 2      |
|           | Totale        | 40  | 41      | 41     | 122    |

## Risultati

### Uomini
| Evento               | Oro                                                                  | Perform.   | Argento                                                                  | Perform.   | Bronzo                                                                    | Perform.   |
| Stile libero         |                                                                      |            |                                                                          |            |                                                                           |            |
| 50 m                 | Nathan Adrian                                                        | 21.55      | Cesar Cielo                                                              | 21.57      | Brent Hayden                                                              | 21.89      |
| 100 m                | Nathan Adrian                                                        | 48.15      | Brent Hayden                                                             | 48.19      | Cesar Cielo                                                               | 48.48      |
| 200 m                | Ryan Lochte                                                          | 1:45.30    | Park Tae-hwan                                                            | 1:46.27    | Peter Vanderkaay                                                          | 1:46.65    |
| 400 m                | Park Tae-hwan                                                        | 3:44.73    | Ryan Cochrane                                                            | 3:46.78    | Zhang Lin                                                                 | 3:46.91    |
| 800 m                | Ryan Cochrane                                                        | 7:48.71    | Chad La Tourette                                                         | 7:51.62    | Takeshi Matsuda                                                           | 7:51.87    |
| 1500 m               | Ryan Cochrane                                                        | 14:49.47   | Chad La Tourette                                                         | 14:54.48   | Zhang Lin                                                                 | 14:58.90   |
| Dorso                |                                                                      |            |                                                                          |            |                                                                           |            |
| 50 m                 | Junya Koga                                                           | 24.86      | Ashley Delaney                                                           | 24.98      | Nick Thoman                                                               | 25.02      |
| 100 m                | Aaron Peirsol                                                        | 53.31      | Junya Koga                                                               | 53.63      | Ashley Delaney                                                            | 53.67      |
| 200 m                | Ryan Lochte                                                          | 1:54.12    | Tyler Clary                                                              | 1:54.90    | Ryōsuke Irie                                                              | 1:55.21    |
| Rana                 |                                                                      |            |                                                                          |            |                                                                           |            |
| 50 m                 | Felipe França                                                        | 27.26      | Mark Gangloff                                                            | 27.52      | Scott Dickens                                                             | 27.63      |
| 100 m                | Kōsuke Kitajima                                                      | 59.35      | Christian Sprenger                                                       | 1:00.18    | Mark Gangloff                                                             | 1:00.24    |
| 200 m                | Kōsuke Kitajima                                                      | 2.08.36    | Brenton Rickard                                                          | 2.09.97    | Eric Shanteau                                                             | 2.10.13    |
| Delfino              |                                                                      |            |                                                                          |            |                                                                           |            |
| 50 m                 | Cesar Cielo                                                          | 23.03      | Nicholas Santos                                                          | 23.33      | Roland Schoeman                                                           | 23.39      |
| 100 m                | Michael Phelps                                                       | 50.86      | Tyler McGill                                                             | 51.85      | Takurō Fujii                                                              | 52.12      |
| 200 m                | Michael Phelps                                                       | 1:54.11    | Nick D'Arcy                                                              | 1:54.73    | Takeshi Matsuda                                                           | 1:54.81    |
| Misti                |                                                                      |            |                                                                          |            |                                                                           |            |
| 200 m                | Ryan Lochte                                                          | 1:54.43    | Tyler Clary                                                              | 1:57.61    | Thiago Pereira                                                            | 1:57.83    |
| 400 m                | Ryan Lochte                                                          | 4:07.59    | Tyler Clary                                                              | 4:09.55    | Thiago Pereira                                                            | 4:12.09    |
| Staffette            |                                                                      |            |                                                                          |            |                                                                           |            |
| 4x100 m stile libero | Stati Uniti Michael Phelps Ryan Lochte Jason Lezak Nathan Adrian     | 3:11.74    | Australia Eamon Sullivan Kyle Richardson Cameron Prosser James Magnussen | 3:14.30    | Sudafrica Lyndon Ferns Gideon Louw Roland Schoeman Graeme Moore           | 3:15.93    |
| 4x200 m stile libero | Stati Uniti Michael Phelps Peter Vanderkaay Ricky Berens Ryan Lochte | 7:03.84    | Giappone Takeshi Matsuda Yūki Kobori Yoshihiro Okumura Sho Uchida        | 7:11.01    | Australia Thomas Fraser-Holmes Nicholas Ffrost Kenrick Monk Leith Brodie  | 7:11.05    |
| 4x100 m misti        | Stati Uniti Aaron Peirsol Mark Gangloff Michael Phelps Nathan Adrian | 3:32.48    | Giappone Junya Koga Kōsuke Kitajima Masayuk Kishida Takurō Fujii         | 3:33.90    | Australia Ashley Delaney Christian Sprenger Geoff Huegill Kyle Richardson | 3:35.55    |
| Fondo                |                                                                      |            |                                                                          |            |                                                                           |            |
| 10 km                | Chip Peterson                                                        | 1:56:00.02 | Fran Crippen                                                             | 1:56.02.74 | Richard Weinberger                                                        | 1:56:02.98 |

### Donne
| Evento               | Oro                                                                  | Perform.   | Argento                                                            | Perform. | Bronzo                                                                    | Perform.   |
| Stile libero         |                                                                      |            |                                                                    |          |                                                                           |            |
| 50 m                 | Jessica Hardy                                                        | 24.63      | Amanda Weir                                                        | 24.70    | Victoria Poon                                                             | 24.76      |
| 100 m                | Natalie Coughlin                                                     | 53.67      | Emily Seebohm Dana Vollmer                                         | 53.96    |                                                                           |            |
| 200 m                | Allison Schmitt                                                      | 1:56.10    | Morgan Scroggy                                                     | 1:57.13  | Blair Evans                                                               | 1:57.27    |
| 400 m                | Chloe Sutton                                                         | 4:05.19    | Katie Goldman                                                      | 4:05.84  | Blair Evans                                                               | 4:06.36    |
| 800 m                | Kate Ziegler                                                         | 8:21.59    | Chloe Sutton                                                       | 8:24.51  | Katie Goldman                                                             | 8:26.38    |
| 1500 m               | Melissa Gorman                                                       | 16:01.53   | Kate Ziegler                                                       | 16:03.26 | Kristel Köbrich                                                           | 16:06.57   |
| Dorso                |                                                                      |            |                                                                    |          |                                                                           |            |
| 50 m                 | Sophie Edington                                                      | 27.83      | Aya Terakawa                                                       | 28.04    | Emily Thomas Fabiola Molina Rachel Bootsma                                | 28.44      |
| 100 m                | Emily Seebohm                                                        | 59.45      | Aya Terakawa                                                       | 59.59    | Natalie Coughlin                                                          | 59.70      |
| 200 m                | Elizabeth Beisel                                                     | 2:07.83    | Elizabeth Pelton                                                   | 2:08.10  | Belinda Hocking                                                           | 2:08.60    |
| Rana                 |                                                                      |            |                                                                    |          |                                                                           |            |
| 50 m                 | Jessica Hardy                                                        | 30.03      | Leiston Pickett                                                    | 30.75    | Leisel Jones                                                              | 30.78      |
| 100 m                | Rebecca Soni                                                         | 1:04.93    | Leisel Jones                                                       | 1:05.66  | Sarah Katsoulis                                                           | 1:07.04    |
| 200 m                | Rebecca Soni                                                         | 2:20.69    | Leisel Jones                                                       | 2:23.23  | Annamay Pierse                                                            | 2:23.65    |
| Delfino              |                                                                      |            |                                                                    |          |                                                                           |            |
| 50 m                 | Marieke Guehrer                                                      | 25.99      | Emily Seebohm                                                      | 26.08    | Christine Magnuson                                                        | 26.33      |
| 100 m                | Dana Vollmer                                                         | 57.56      | Christine Magnuson                                                 | 57.95    | Alicia Coutts                                                             | 57.99      |
| 200 m                | Jessicah Schipper                                                    | 2:06.90    | Teresa Crippen                                                     | 2:06.93  | Kathleen Hersey                                                           | 2:07.27    |
| Misti                |                                                                      |            |                                                                    |          |                                                                           |            |
| 200 m                | Emily Seebohm                                                        | 2:09.93    | Ariana Kukors                                                      | 2:10.25  | Caitlin Leverenz                                                          | 2:11.21    |
| 400 m                | Elizabeth Beisel                                                     | 4:34.69    | Samantha Hamill                                                    | 4:37.84  | Caitlin Leverenz                                                          | 4:38.03    |
| Staffette            |                                                                      |            |                                                                    |          |                                                                           |            |
| 4x100 m stile libero | Stati Uniti Natalie Coughlin Jessica Hardy Amanda Weir Dana Vollmer  | 3:35.11    | Australia Yolane Kukla Emily Seebohm Alicia Coutts Felicity Galvez | 3:38.06  | Canada Victoria Poon Julia Wilkinson Erica Morningstar Genevieve Saumur   | 3:38.14    |
| 4x200 m stile libero | Stati Uniti Dana Vollmer Morgan Scroggy Katie Hoff Allison Schmitt   | 7:51.21    | Australia Blair Evans Kylie Palmer Katie Goldman Meagen Nay        | 7:52.64  | Canada Geneviève Saumur Julia Wilkinson Barbara Jardin Samantha Cheverton | 7:54.32    |
| 4x100 m misti        | Stati Uniti Natalie Coughlin Rebecca Soni Dana Vollmer Jessica Hardy | 3:55.23    | Australia Emily Seebohm Leisel Jones Alicia Coutts Yolane Kukla    | 3:38.06  | Giappone Aya Terakawa Satomi Suzuki Yuka Katō Haruka Ueda                 | 3:57.75    |
| Fondo                |                                                                      |            |                                                                    |          |                                                                           |            |
| 10 km                | Christine Jennings                                                   | 2:00:33.83 | Eva Fabian                                                         | 4:37.84  | Melissa Gorman                                                            | 2:00:56.57 |